# Молба из 1950
„Молба из 1950” је југословенски кратки ТВ филм из 1973. године. Режирао га је Александар Мандић а сценарио је написао Антоније Исаковић.

## Улоге
| Глумац           | Улога |
| ---------------- | ----- |
| Милутин Бутковић |       |